# Fairchild 100
El Fairchild 100 fue un monoplano monomotor estadounidense de ala alta de los años 30, y era la continuación de una serie de aviones de transporte utilitarios construidos por Fairchild Aircraft.

## Diseño y desarrollo
El 100 era similar en diseño al Fairchild C-8 y era básicamente una versión agrandada del mismo.
El primer vuelo del avión (NC754Y) fue el 22 de octubre de 1930. Aunque solo se completó un avión, una versión modificada también conocida como Pilgrim 100-A fue puesta en producción para American Airways, el primer operador del modelo en 1931. Tras un total de 16 aviones, se construyó un lote adicional de 10 aparatos con empenaje mayor por la American Aircraft & Engine Corporation, que emergió en 1931 desde la Fairchild Aircraft Co. La siguiente serie fue construida bajo las designaciones Pilgrim 100-B y American/Fairchild Y1C-24. Los primeros seis ejemplares de la nueva serie fueron a American Airways. La compañía matriz restauró más tarde el nombre Fairchild. 

## Historia operacional
La robusta serie Fairchild 100 sirvió tanto como avión de línea como avión de áreas remotas. En 1932, el Cuerpo Aéreo del Ejército de los Estados Unidos compró 4 Pilgrim Model 100-B, siendo designados Y1C-24, y asignados inicialmente como aviones de transporte de carga ligera y suministro.
Tras un corto tiempo en servicio, los Y1C-24 fueron adaptados para su uso como aviones de evacuación aeromédica, llevando hasta 4 pacientes en camillas. Los aviones fueron asignados a aeródromos de entrenamiento de pilotos y aviones de persecución para usarlos como aviones de rescate en accidentes. Aprovechando la habilidad del Y1C-24 de despegar y aterrizar en una distancia relativamente corta, los aviones permanecieron en servicio hasta finales de los años 30, cuando fueron reemplazados por nuevos aviones ambulancia.  

## Variantes

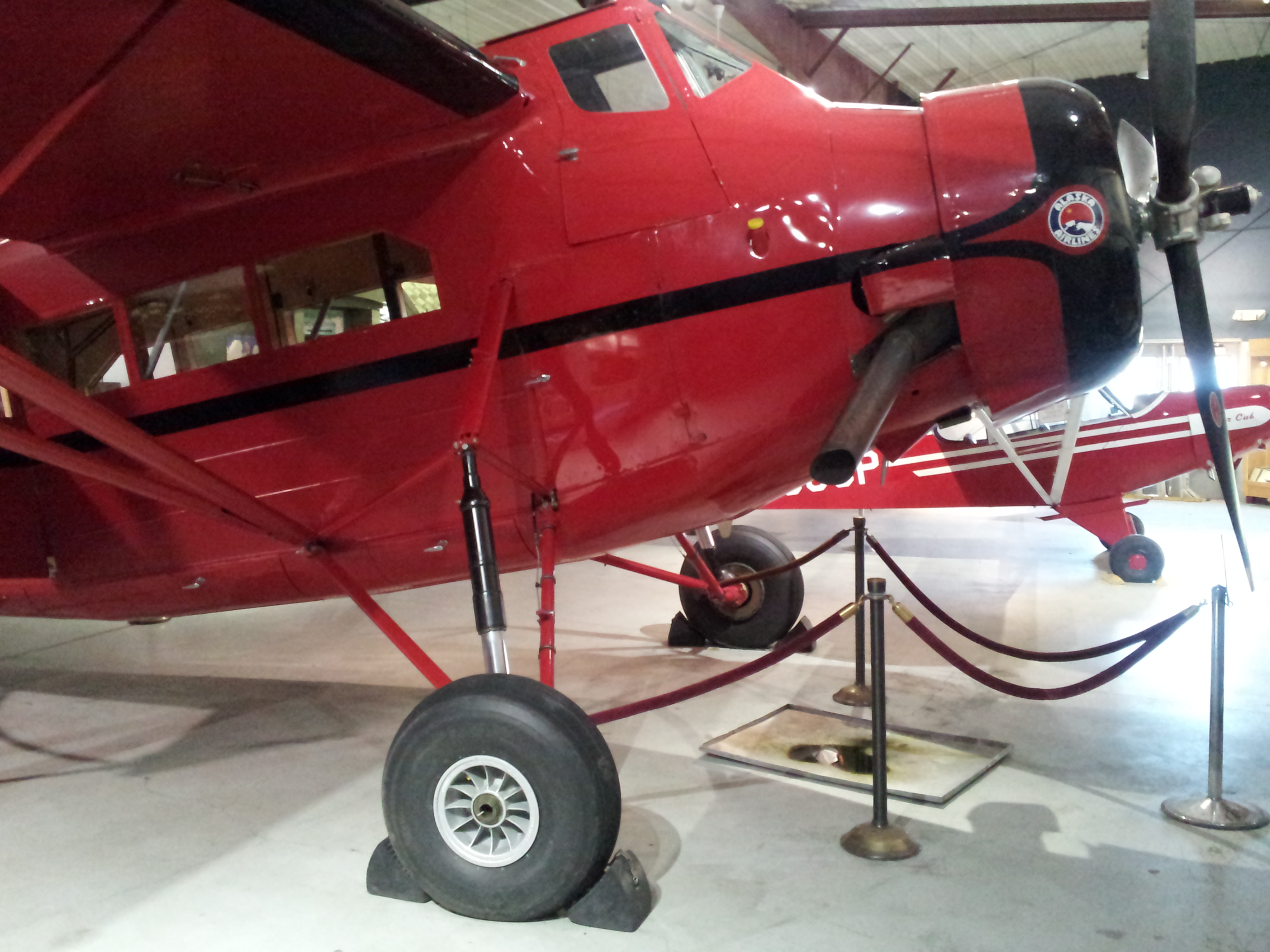
Pilgrim 100-A (NC709Y) en el Alaska Aviation Heritage Museum.

Pilgrim 100
Prototipo de la familia Pilgrim 100, propulsado por un Pratt & Whitney R-1340 Wasp de 429 kW (575 hp). Diseñado por Virginius Clark, uno construido.
Pilgrim 100-A
También conocido como American Pilgrim, propulsado por un Pratt & Whitney Hornet B de 429 kW (575 hp), derivado directamente del Fairchild 100. Fueron construidos 16 aviones, siendo todos operados por American Airways.
Pilgrim 100-B
Propulsado por un Wright R-1820 Cyclone B de 429 kW (575 hp), 10 construidos, de los que seis fueron para American Airways, y cuatro para el Ejército estadounidense como Fairchild Y1C-24.
Fairchild Y1C-24
Designación militar del Ejército estadounidense dada a cuatro Pilgrim 100-B, propulsados por motores Wright R-1820-1 Cyclone de 429 kW (575 hp).
Pilgrim Y1C-24
Designación militar alternativa para el Y1C-24 del Ejército estadounidense.

## Operadores
Estados Unidos
- Cuerpo Aéreo del Ejército de los Estados Unidos
- American Airlines

## Supervivientes
El Pilgrim 100-B N709Y es uno de los pocos aviones supervivientes de los primeros días de la aviación en la historia de Alaska. En la época de su enlistado en el Registro Nacional de Lugares Históricos en 1986, era el último Pilgrim que todavía estaba en estado de vuelo. Actualmente está en la colección del Alaska Aviation Heritage Museum.

## Especificaciones (Y1C-24)

### Características generales
- Tripulación: Uno (piloto)
- Capacidad: Nueve pasajeros
- Longitud: 11,9 m (39,2 ft)
- Envergadura: 17,4 m (57 ft)
- Superficie alar: 42,7 m² (459,6 ft²)
- Peso vacío: 1907 kg (4203 lb)
- Peso cargado: 3214 kg (7083,7 lb)
- Planta motriz: 1× motor radial de nueve cilindros en una fila refrigerado por aire y sobrealimentado Wright R-1820-1 Cyclone.
  - Potencia: 429 kW (591 HP; 583 CV)

### Rendimiento
- Velocidad máxima operativa (Vno): 217 km/h (135 MPH; 117 kt)
- Velocidad crucero (Vc): 190 km/h[1]
- Alcance: 821 km[1]
- Techo de vuelo: 4150 m (13 615 ft) [1]

## Aeronaves relacionadas

### Secuencias de designación
- Secuencia Numérica (interna de Fairchild): ← 82 - 84 - 91 - 100 - 105 - 107 - 110 →
- Secuencia C-_ (Aviones de Carga del USAAC/USAAF/USAF, 1924-1962): ← C-21 - C-22 - C-23 - C-24 - C-25 - C-26 - C-27 →